# Жртвовање интелекта
Жртвовање интелекта (лат. sacrificium intellectus) је концепт везан за хришћанско учење које се може пронаћи у Другој посланици Коринћанима Светог Апостола Павла и касније у Језуитском реду. Спада у једну од жртви коју је оснивач Језуита Игнације Лолоја захтјевао од својих слиједбеника.
Концепт је у више индивидуалистичком смислу преузео научник и мислилац Блез Паскал као и егзистенцијалиста Серен Кјеркегор, који је сматрао да чин вјере захтјева скок у празнину, што је једнако жртви интелекта и разума.
Ово становиште је квинтесенцијално изражено у изреци credo quia absurdum односно Вјерујем јер је апсурдно.
Жртвовање интелекта одбацује Католичка црква која сматра да је разум пут ка директној спознаји Бога.
Фраза се често користи у пежоративном смислу.